# Peperomia fugax
Peperomia fugax är en pepparväxtart som beskrevs av C. Dc.. Peperomia fugax ingår i släktet peperomior, och familjen pepparväxter. Inga underarter finns listade i Catalogue of Life.